# جنیفر بینی تیلور
 جنیفر بینی تیلور (انگلیسی: Jennifer Bini Taylor؛ زادهٔ ۱۹ آوریل ۱۹۷۲) یک هنرپیشه اهل ایالات متحده آمریکا است. وی از سال ۱۹۹۸ میلادی تاکنون مشغول فعالیت بوده‌است.